# Есплегарес
Есплегарес (ісп. Esplegares) — муніципалітет в Іспанії, у складі автономної спільноти Кастилія-Ла-Манча, у провінції Гвадалахара. Населення — 44 особи (2010).
Муніципалітет розташований на відстані близько 120 км на північний схід від Мадрида, 70 км на схід від Гвадалахари.

## Демографія
Динаміка населення (INE ):

## Галерея зображень

Розташування муніципалітету у провінції Гвадалахара